# Sobral da Adiça
Sobral da Adiça é uma povoação portuguesa sede da Freguesia de Sobral da Adiça do Município de Moura, freguesia com 138,30 km² de área e 862 habitantes (censo de 2021), tendo, por isso, uma densidade populacional de 6,2 hab./km².

## História
Em 1747 esta freguesia situava-se no termo da vila de Moura, comarca da cidade de Beja, Arcebispado de Évora, Província do Alentejo. Tinha 106 vizinhos espalhados por diversos montes, e era terra do Infantado.
A igreja paroquial, dedicada ao Príncipe dos Apóstolos, São Pedro, era de uma só nave com três altares. O maior, com a imagem do santo patrono, e dois colaterais, o do lado da Epístola dedicado a Nossa Senhora da Expectação, e o do Evangelho a São Luís Bispo, com sua imagem e as de Santo António e São Francisco. O pároco era cura, apresentado pelos Arcebispos de Évora, e tinha de renda três moios de trigo e um de cevada, ou estes com algum centeio, que são os frutos que recolhiam em maior abundância os moradores.
Havia nesta freguesia vinte e seis herdades, povoadas de grandíssimos montados, de que se utilizavam em grande maneira os lavradores para a criação de seus gados. O juiz da terra era de vintena, reconhecendo sujeição às justiças da vila de Moura, cuja eleição fazia o senado da mesma vila.
Pertencia a esta freguesia a aldeia do Sobral, e havia no seu distrito duas serras, uma chamada a Serra Alta, e outra a Serra da Adiça, que faziam a terra mimosa de muita caça, assim miúda como grossa, mas sobremaneira destemperada pelo excessivo frio do inverno, e calor do estio.

## Demografia
A população registada nos censos foi:
| Distribuição da População por Grupos Etários | Distribuição da População por Grupos Etários | Distribuição da População por Grupos Etários | Distribuição da População por Grupos Etários | Distribuição da População por Grupos Etários |
| -------------------------------------------- | -------------------------------------------- | -------------------------------------------- | -------------------------------------------- | -------------------------------------------- |
| Ano                                          | 0-14 Anos                                    | 15-24 Anos                                   | 25-64 Anos                                   | > 65 Anos                                    |
| 2001                                         | 123                                          | 143                                          | 483                                          | 297                                          |
| 2011                                         | 145                                          | 106                                          | 510                                          | 252                                          |
| 2021                                         | 131                                          | 77                                           | 429                                          | 225                                          |